# Carnegie Hall Tower

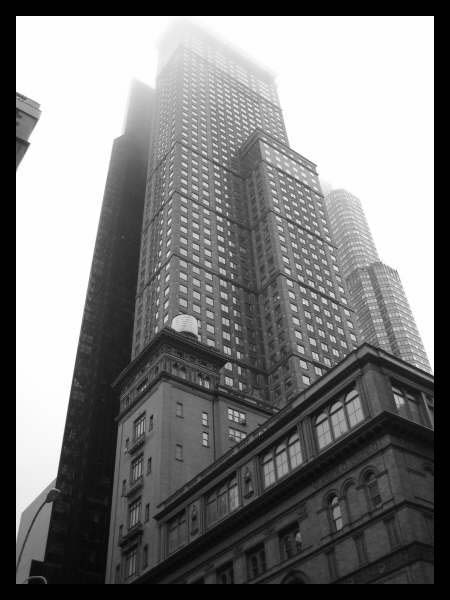
Carnegie Hall Tower

La Carnegie Hall Tower est un gratte-ciel situé à New York sur la 57e rue. 
Conçu par l'architecte César Pelli et par l'agence Brennan Beer Gorman, il compte 60 étages pour 231 mètres et a été construit de 1988 à 1991. 
Cet édifice abrite des appartements et des bureaux, surplombant la salle de concerts Carnegie Hall.